# بيرت زورمان
بيرت زورمان (بالهولندية: Bert Zuurman)‏ (16 مارس 1973 في هولندا - ) هو لاعب كرة قدم هولندي في مركز الهجوم. لعب مع إف سي آيندهوفن وبي إي سي زفوله ونادي إيمن ونادي غرونينغن ونادي هيرنفين وهيراكليس ألميلو وتوب أوس ونادي فيندام.

## وصلات خارجية
- بيرت زورمان على موقع قاعدة بيانات كرة القدم.إي يو (الإنجليزية)